# رومایلدو اچوری
رومایلدو اچوری (انگلیسی: Romildo Etcheverry؛ زادهٔ ۱۹۰۷) یک بازیکن فوتبال اهل پاراگوئه است. 